# Scolopendra cingulata
Scolopendra cingulata és una espècie de miriàpode de la classe dels quilòpodes, i l'espècie d'escolopendromorf més comuna a l'àrea mediterrània.

## Descripció

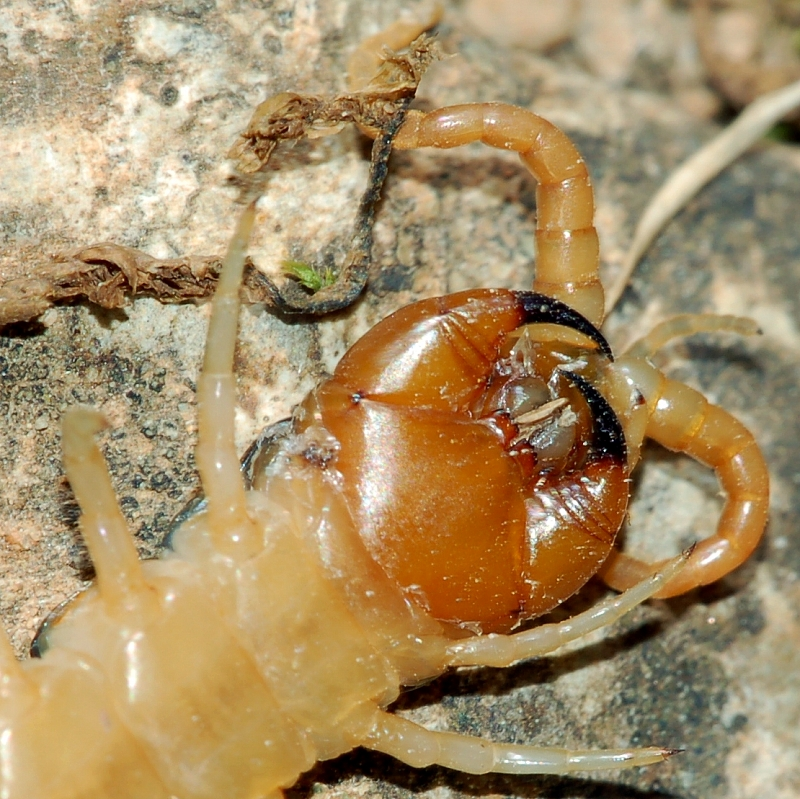
Part ventral del cap mostrant les mandíbules

Presenta bandes de color negre i groc-daurat alternades. Arriba a mesurar entre 10 i 15 cm i és el miriàpode més gros de la nostra fauna. El seu verí no és tan tòxic com el d'altres escolopèndrids.

## Distribució
Presenta una distribució àmplia, es troba al llarg de tot el sud d'Europa i al voltant de la mar Mediterrània, en països com Portugal, Espanya, França, Itàlia i Grècia, així com en parts d'Àfrica del Nord. També es troba a l'Índia.

## Hàbitat
Scolopendra cingulata és un animal excavador, que prefereix la foscor i llocs humits com la part inferior de troncs caiguts i del llit de fulles.

## Dieta
Scolopendra cingulata és un carnívor oportunista. Ataca qualsevol animal que no sigui més gros que ell mateix. Això inclou insectes i petits llangardaixos.

## Verí
Algunes versions populars atribueixen a aquesta espècie la mort d’una persona o d’algun animal domèstic. Ara bé, la realitat és que la picada de Scolopendra cingulata a un adult sa produeix un dolor intens, seguit d’una inflamació de la zona on s’ha produït la picada (si l'escolopendra ha picat en un dit es pot arribar a inflamar tota la mà) i un augment de la temperatura d’aquesta regió, que acaba produint un edema i una necrosi superficial al punt de la picada; tots aquests efectes desapareixen al cap de pocs dies.